# Roland von Salsomaggiore
Roland von Salsomaggiore (* um 1330 als Orlando de’ Medici; † 15. September 1386 in Bargone, Italien) auch bekannt als Seliger Roland von Medici, war ein Einsiedler, der der florentinischen Adelsfamilie der Medici zugerechnet wird.
Roland von Salsomaggiore wurde um 1330 in Mailand, nach anderen Quellen in Florenz, geboren. Über seine Kindheit und Jugend gibt es keine Informationen. Die erste Erwähnung findet sich erst 1360, als er sich in den Wald zwischen Tabiano und Salsomaggiore (in der Nähe von Bargone) zurückzog und für die restlichen 26 Jahre seines Lebens dort als Einsiedler lebte.
Im Jahr 1386 wurde er, möglicherweise von dem entbehrungsreichen Leben im Wald geschwächt, auf einem Weg in der Nähe der Burg von Niccolò Pallavicino, dem Herren von Bargone, von Dienern von Antonia Casati, der Frau von Pallavicino, gefunden, als diese auf der Beizjagd war. Obgleich er Hilfe ablehnte, wurde er auf Befehl von Casati in eine Kirche in der Nähe der Burg gebracht. Dort akzeptierte er den Besuch von Casatis Beichtvater, dem Karmeliter Domenico di Domenicis. Gegenüber diesem brach er schließlich sein Schweigen, das er die letzten 26 Jahre praktiziert hatte, und berichtete di Domenicis von seinem Leben und erhielt die Sakramente. Wenige Wochen später starb er am 15. September 1386.
Sein Leichnam wurde unter großer Anteilnahme nach Busseto gebracht und dort im Oratorio della Santissima Trinità neben der Kirche San Bartolomeo beigesetzt. In der folgenden Zeit wurde von Wundern in der Nähe des Grabes berichtet und schnell entwickelte sich ein Kult um Roland von Salsomaggiore. Im Jahr 1563 wurde auf Wunsch der Medicis von Pius IV. mit dem Kanonisierungsprozess begonnen. Mit dem Tod von Pius IV. kam dieser Vorgang jedoch zum Erliegen und wurde erst wieder im 19. Jahrhundert aufgenommen. Im Jahr 1839 wurde der Prozess von Gregor XVI. unterbrochen, da dieser Bedenken hatte wegen der langen Zeit, in der Roland von Salsomaggiore keine Sakramente erhalten hatte. Nachdem dieser Punkt geklärt war, erfolgte schließlich am 23. September 1853 seine Seligsprechung durch Pius IX.
Sein Gedenktag ist der 15. September. Sein Fest wird besonders im Bistum Fidenza begangen.